# 大兴站 (首尔特别市)
大興站（：／ Daeheung yeok */?）副站名西江大學，是首尔地铁6号线沿線的一座地下車站，位於韓國首爾特別市麻浦區大興洞。

## 車站構造
車站大廳位於地下1、2樓，月台層則位於地下3樓。
站體為1面2線島式月台的地下車站，候車月台設有月台幕門，並有4處出口。

### 月台配置
| 廣興倉 ↑ |
| 下 上 \| |
| ↓ 孔德   |

| 月台 | 路線           | 目的地                               |
| ---- | -------------- | ------------------------------------ |
| 上行 | ●首尔地铁6号线 | 合井、望遠、數碼媒體城、鷹岩方向     |
| 下行 | ●首尔地铁6号线 | 梨泰院、新堂、月谷、烽火山、新內方向 |

## 歷史
- 2000年12月15日：落成啟用。

## 車站周邊
- 西江大學
- 麻浦藝術中心（朝鲜语：마포아트센터）
- 東都中學
- 崇文中學
- 首爾女子中學
- 首爾女子高校
- 韓國通訊中央數據通信院
- 韓國產業人力公團（朝鲜语：한국산업인력공단）
- 麻浦稅務署
- 大興治安中心
- 新石治安中心

## 圖片

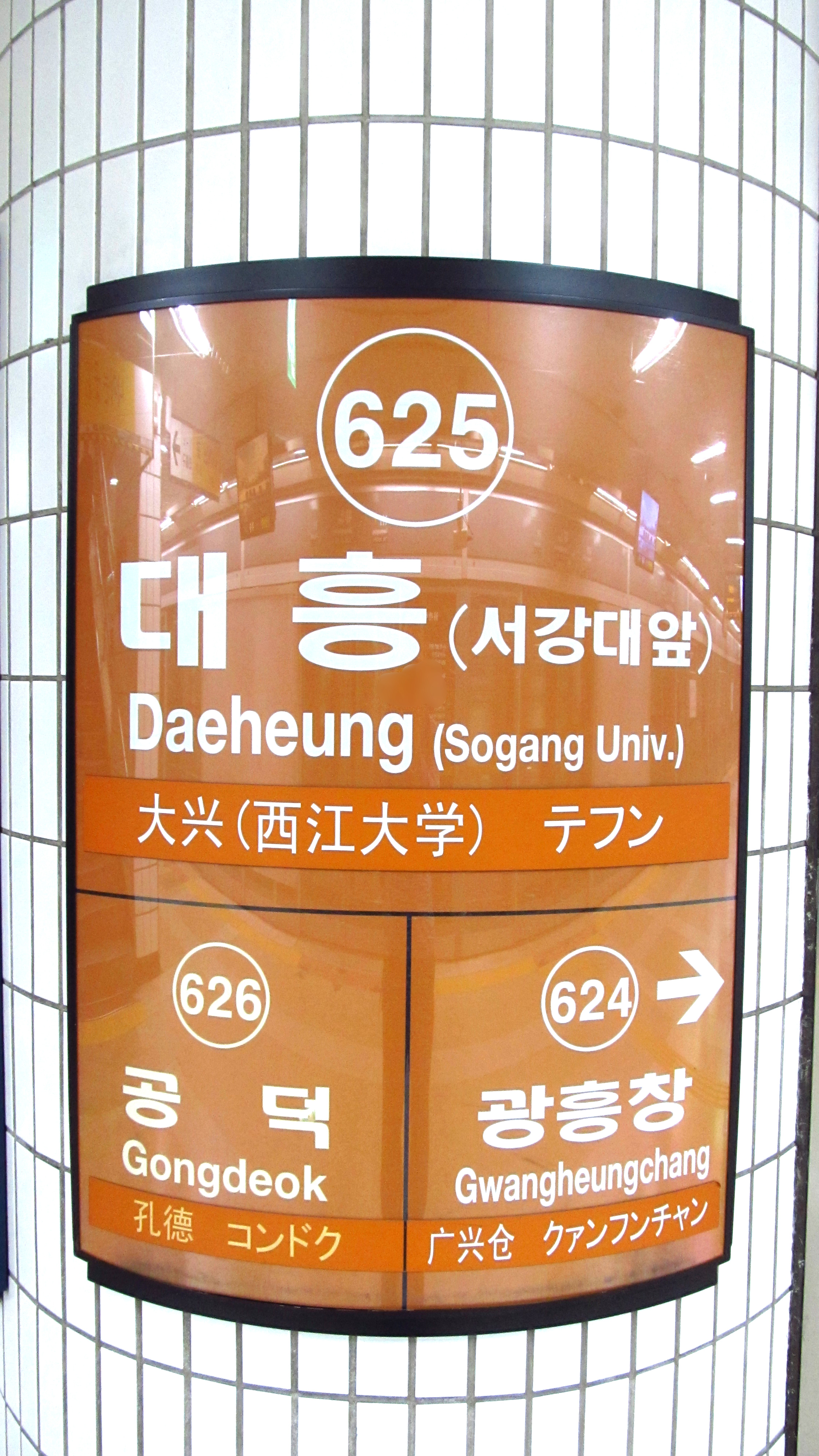
站名牌
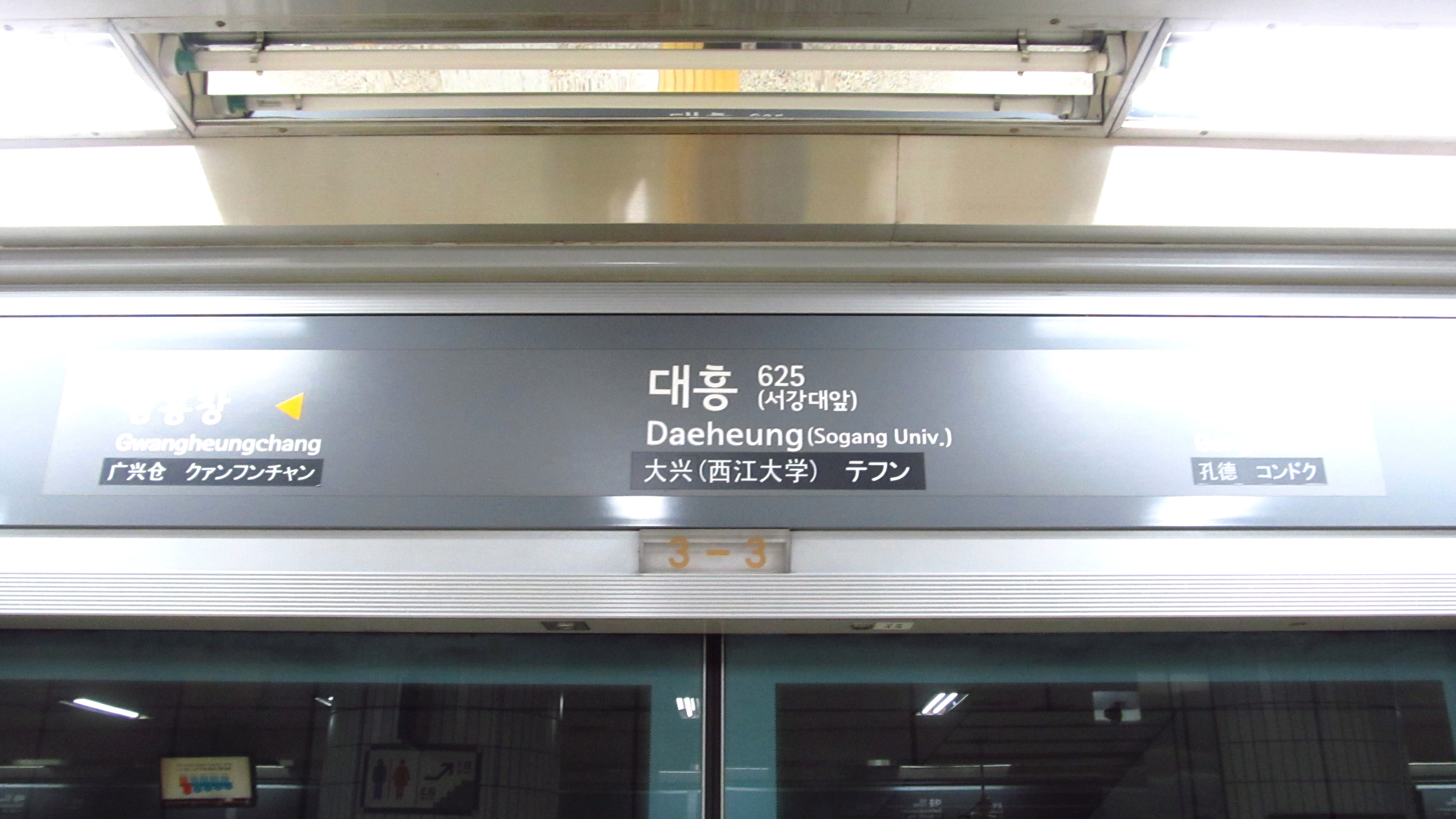
月台門資訊板
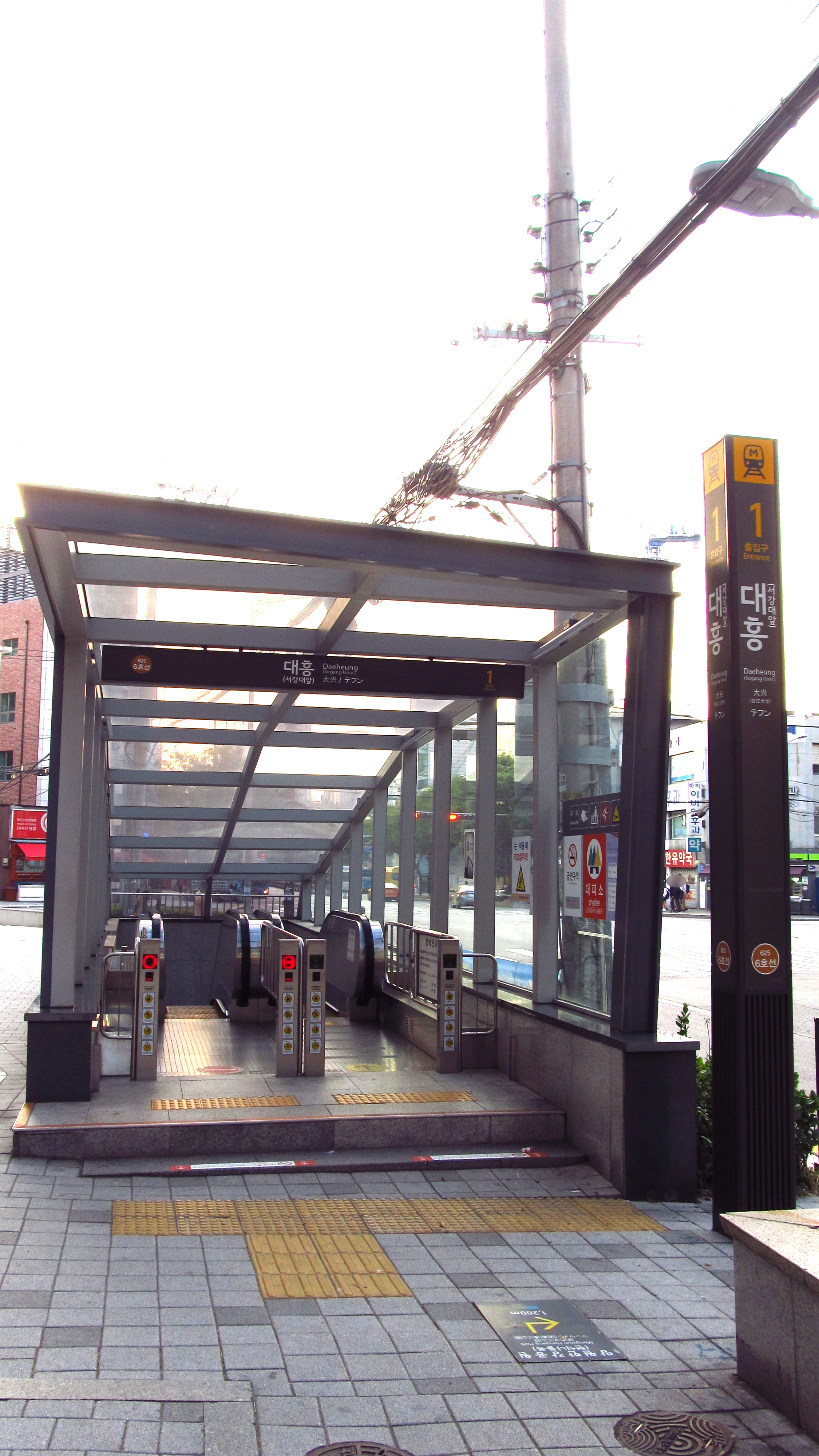
1號出口
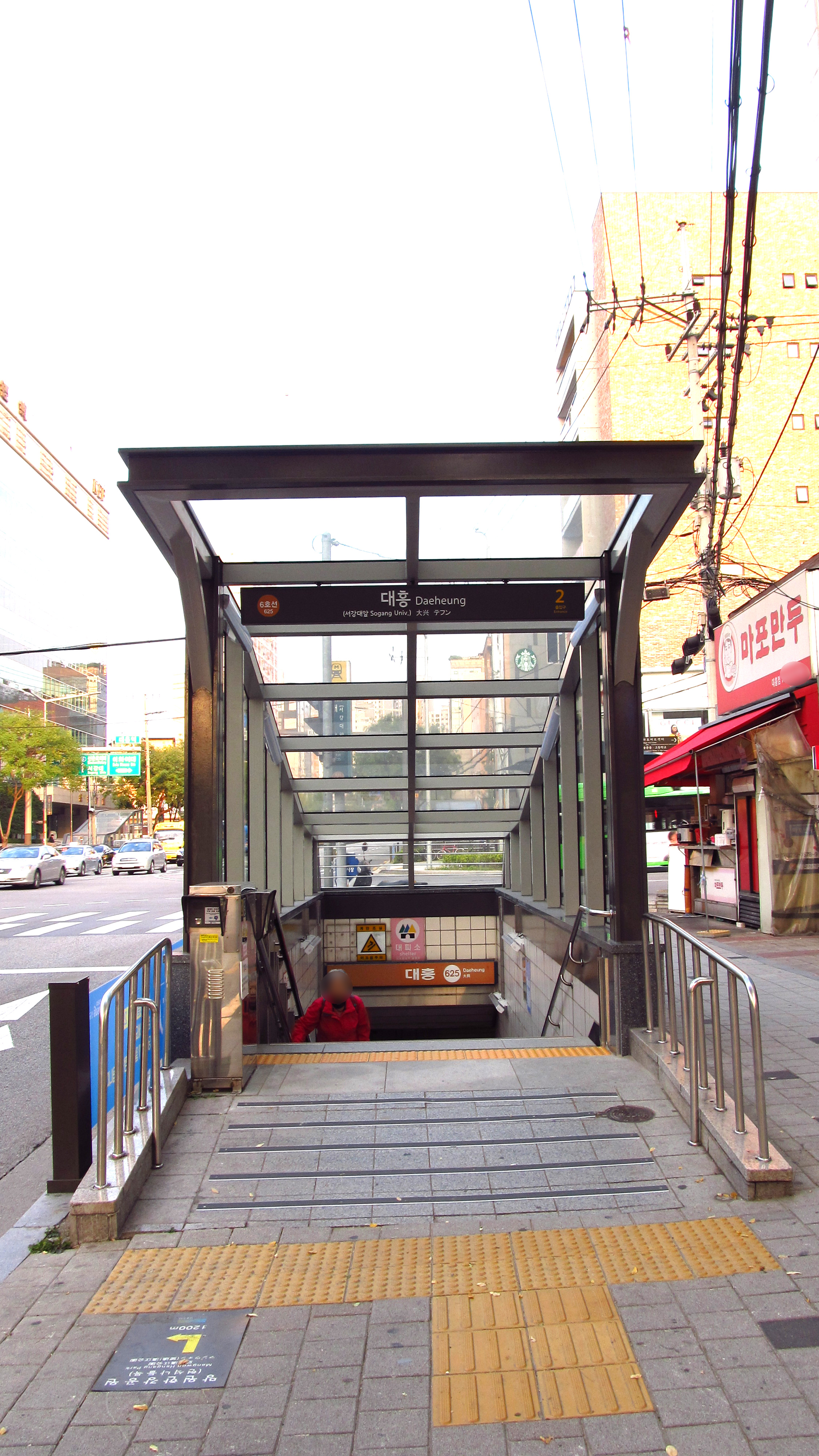
2號出口
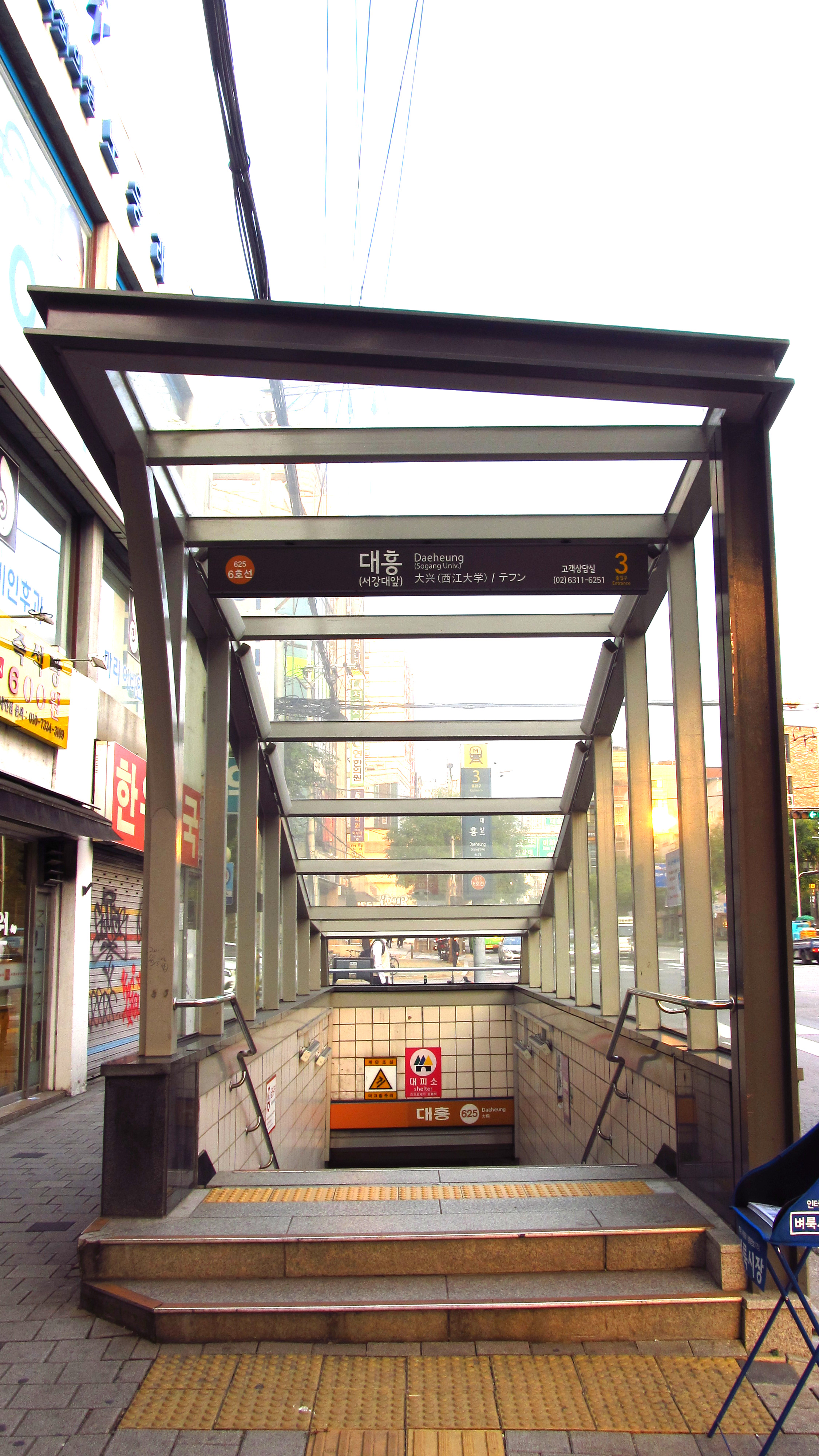
3號出口

## 相鄰車站
首爾交通公社
●首尔地铁6号线
廣興倉（624）－大興（625）－孔德（626）